# Магидсон, Онисим Юльевич
Онисим Юльевич (Нисон Юдович) Магидсон (1890—1971) — химик-органик, специалист по синтезу лекарственных средств, лауреат государственной премии, заслуженный деятель науки РСФСР.

## Биография
Родился 23 ноября[по какому календарю?] 1890 года в селе Милославичи (ныне в Климовичском районе Могилёвской области Белоруссии). Окончил Московский университет (1913). В 1913—1921 годах ассистент кафедры органической химии в Московском городском народном университете имени А. А. Шанявского. Научную работу начал под руководством А. Е. Чичибабина. С 1916 начал разработку и внедрение производства салициловой кислоты и других лекарственных средств на фармацевтическом заводе Всероссийского Союза городов.
В мае 1919 года организовал лабораторию химии и синтеза лекарств, позже вошедшую в созданный 30 ноября 1920 научно-исследовательский химико-фармацевтический институт (НИХФИ, затем ВНИХФИ) как лаборатория синтеза гетероциклических соединений. Руководил этой лабораторией до 1968 года. В 1960—1971 годах — заместитель директора ВНИХФИ по научной части.
Предложил метод адсорбционной добычи йода из буровых вод нефтяных скважин, который был успешно апробирован во второй половине 1920-х годов и с 1931 года стал основой промышленного производства йода на нефтяных месторождениях в Азербайджане, Дагестане, Туркмении и в других местах. Это позволило полностью удовлетворить внутренний спрос СССР на йод и приступить к его экспорту.
В 1937 году получил звание профессора и степень доктора химических наук. В 1938—1953 годах был председателем Фармакопейного комитета Народного комиссариата здравоохранения, затем Министерства здравоохранения СССР.
Предложил методы синтеза сульфаниламидных соединений, анестетиков, хинолиновых и акридиновых производных, сердечно-сосудистых препаратов, снотворных средств, витаминов, нейротропных препаратов тропинового ряда, и других лекарственных веществ.
Возглавлял химико-технологическую комиссию Учёного совета ВНИХФИ. Был членом редколлегии «Химико-фармацевтического журнала».
Автор около 140 научных работ. Получил около 70 авторских свидетельств на изобретения. Научный руководитель 10 кандидатских и 6 докторских диссертаций.
Умер в Москве в 1971 году в возрасте 80 лет после тяжёлой болезни.

## Награды и премии
- Премия имени Ф. Э. Дзержинского (1929) — за организацию добычи йода в СССР[8]
- Сталинская премия I степени (10 апреля 1942) — за синтез химико-терапевтических препаратов и разработку технологии их изготовления[9]
- Заслуженный деятель науки РСФСР (1961)[3].
- Два ордена Ленина:
  - 3 июня 1941 — за выдающиеся заслуги в деле изыскания и промышленного освоения новых лекарственных средств, получивших широкое применение в лечебном дел[10]
  - 1951[11]
- Медали[3]